# Шемякино (Московская область)
Шемя́кино — деревня в Московской области России. Входит в городской округ Химки. Население — 50 чел. (2010).

## География
Деревня Шемякино расположена в центральной части Московской области, на северо-востоке округа, примерно в 13 км к северу от центра города Химки и в 31 км к юго-востоку от города Солнечногорска, в 14 км от Московской кольцевой автодороги, на левом берегу реки Клязьмы.
В деревне 4 улицы — Заречная, Новая, Строительная и Учительская. Ближайшие населённые пункты — деревни Жигалово, Перепечино и посёлок Лунёво. Связана прямым автобусным сообщением с городом Химки (станция Сходня).

## История
В «Списке населённых мест» 1862 года Шемякина (Шемякино) — владельческая деревня 4-го стана Московского уезда Московской губернии по левую сторону Рогачёвского тракта (между Дмитровским трактом и Московским шоссе), в 27 верстах от губернского города, при реке Клязьме, с 21 двором и 219 жителями (107 мужчин, 112 женщин).
По данным на 1890 год входила в состав Озерецкой волости Московского уезда, число душ составляло 230 человек.
В 1913 году — 36 дворов и церковно-приходская школа.
По материалам Всесоюзной переписи населения 1926 года — центр Шемякинского сельсовета Трудовой волости Московского уезда, проживало 207 жителей (88 мужчин, 119 женщин), насчитывалось 46 крестьянских хозяйств, имелась школа 1-й ступени.
С 1929 года — населённый пункт в составе Коммунистического района Московского округа Московской области. Постановлением ЦИК и СНК от 23 июля 1930 года округа как административно-территориальные единицы были ликвидированы.
1929—1935 гг. — деревня Чашниковского сельсовета Коммунистического района.
1935—1939 гг. — деревня Чашниковского сельсовета Солнечногорского района.
1939—1959 гг. — деревня Чашниковского сельсовета Краснополянского района.
1959—1960 гг. — деревня Чашниковского сельсовета Химкинского района.
1960—1963 гг. — деревня Искровского сельсовета Солнечногорского района.
1963—1965 гг. — деревня Искровского сельсовета Солнечногорского укрупнённого сельского района.
1965—1994 гг. — деревня Искровского сельсовета Солнечногорского района.
В 1994 году Московской областной думой было утверждено положение о местном самоуправлении в Московской области, сельские советы как административно-территориальные единицы были преобразованы в сельские округа.
В 1994—2004 гг. деревня входила в Искровский сельский округ Солнечногорского района, в 2005—2019 годах — в Лунёвское сельское поселение Солнечногорского муниципального района, в 2019—2022 годах  — в состав городского округа Солнечногорск, с 1 января 2023 года включена в состав городского округа Химки.

## Население
| 1852 | 1859 | 1890 | 1899 | 1926 | 1966 | 1998 |
| ---- | ---- | ---- | ---- | ---- | ---- | ---- |
| 198  | ↗219 | ↗230 | ↘145 | ↗207 | ↘172 | ↘29  |
| 2002 | 2010 |      |      |      |      |      |
| →29  | ↗50  |      |      |      |      |      |